# Будинок Юшкова
Будинок Юшкова (рос. Дом Юшкова) — одна з найяскравіших пам'яток московського класицизму XVIII століття. Побудований у 1780—1790 на замовлення генерал-поручика І. І. Юшкова. Автором проекту, за однією з багатьох версій, був архітектор Василь Баженов. Будинок Юшкова розташований на розі вулиці Мясницькій і провулка Боброва за адресою: вулиця Мясницька, 21.

## Історія

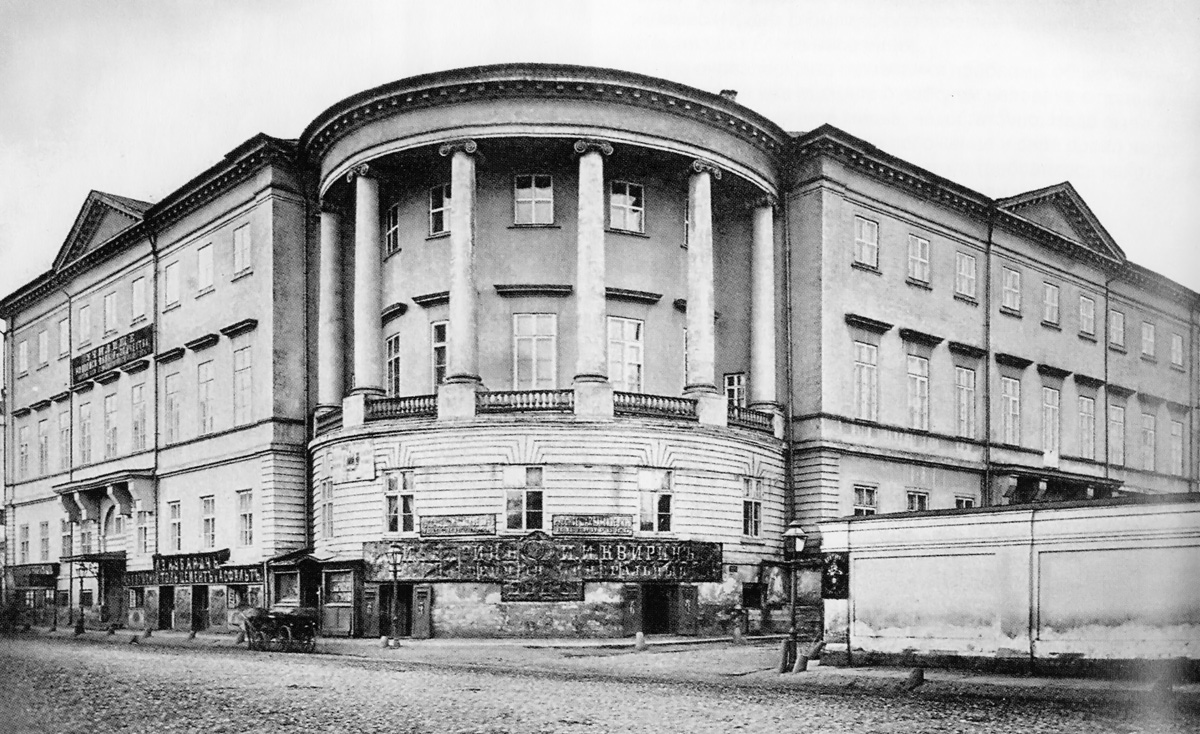
Будинок Юшкова в 1900-х

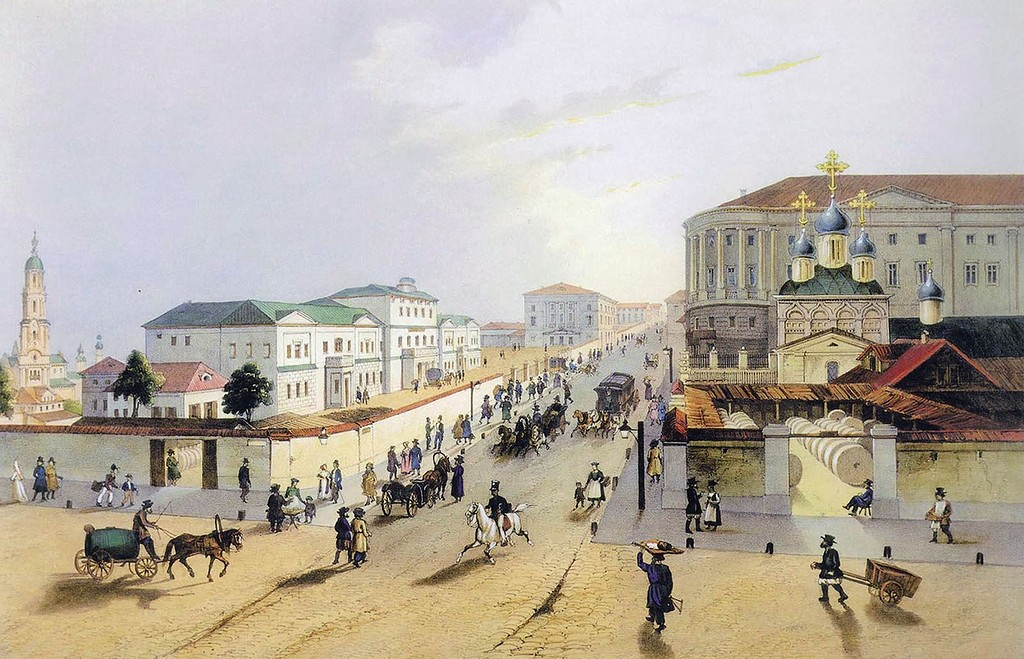
Літографія А. Ш. Мюллера з оригіналу Ф. Діца 1840-е рр. Москва.
Зліва — Імператорський поштамт на Мясницькій вулиці. Праворуч — церква Флора і Лавра, будинок Юшкова

У 1780-х генерал-поручик Іван Іванович Юшков придбав ділянку землі на Мясницькій вулиці для будівництва будинку, яке завершилося вже після його смерті. Авторство проекту приписується архітектору Василю Баженову, хоча це і не підтверджено документально. До 1805 році будівля була збудована, але верхні поверхи довгий час залишалися не оздобленими.
Після смерті Івана Івановича будинок перейшов у спадок синові Петру Івановичу Юшкову, при якому проводилися пишні бали і масонські збори. До 1830-х років Петро Юшков розорився і змушений був здавати приміщення свого будинку в оренду. 1838 року залу будинку Юшкова почало орендувати Московське художнє товариство. У 1844 році в будинку розміщувалось Училище живопису і скульптури, яке викупило цей будинок у Петра Юшкова за 35 тисяч рублів сріблом. З 1865 року в училищі стали викладати і зодчество.
З 1872 в училищі проводились виставки передвижників. У кінці XIX століття будинок Юшкова перебудували: розширили вікна, змінили оздоблення, а з боку провулка Боброва добудували цегляний корпус.
На початку XIX століття у дворі училища побудували додаткові корпуси для оренди сім'ям художників. У 1918 році в будинку Юшкова розміщувались Державні вільні художні майстерні, які в 1920 році було об'єднано у Вищі художньо-технічні майстерні (рос. ВХУТЕМАС). У 1926 році навчальний заклад був реорганізований у Вищий художньо-технічний інститут (рос. ВХУТЕИН).
У 1942 в будинку Юшкова розміщувався Московський механічний інститут (зараз МІФІ). Після того, як у 1962 році МІФІ переїхав у новий корпус на Каширському шосе, у будинку розмістилися Всесоюзний науково-дослідний і проектний інститут з галузевих автоматизованих систем управління (рос. ВНИПИОАСУ) і Центральний науково-дослідний інститут інформації і технічно-економічних досліджень із матеріально-технічного постачання (рос. ЦНИИТЭИМС). У 1980-х роках передбачалося розміщення в будинку Тургенєвської бібліотеки. Але в 1986 році будинок Юшкова було передано Інституту живопису, скульптури і художньої педагогіки. У 1989 році Інститут було реорганізовано в Російську академію живопису, скульптури і зодчества. У другій половині 1990-х років у будинку Юшкова було проведено реставрацію.

## Архітектура

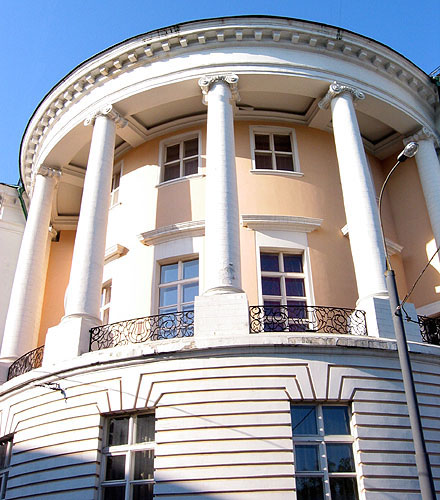
Напів ротонда

Композиційним ядром будинку Юшкова є кутова напів ротонда з іонічною колонадою. Ця напів ротонда в подальшому неодноразово копіювалася іншими московськими архітекторами. Бічні крила будинку Юшкова, що виходять на вулицю і провулок, мають однакову архітектуру й оформлення. Нижній цокольний поверх оздоблений кам'яними плитами, стіни верхніх поверхів покриті штукатуркою. Приміщення будинку Юшкова мають прямокутні, круглі й овальні форми. Парадний вестибюль має еліптичну форму, нагору ведуть сходи. У кутовій частині будівлі розташовані круглі зали.

## Меморіальні дошки
На будинку Юшкова встановлено кілька меморіальних дощок. Одна з них повідомляє, що у період з 1857 по 1882 рр. в училищі викладав Олексій Саврасов. Інша дошка присвячена відвідуванню Вищих художньо-технічних майстерень В. Леніним і Н. Крупською в 1921 році. Ще одна меморіальна дошка присвячена художнику Миколі Касаткіну, який у 1894—1930 мешкав і працював у будинку Юшкова.